# Wrijvingslassen

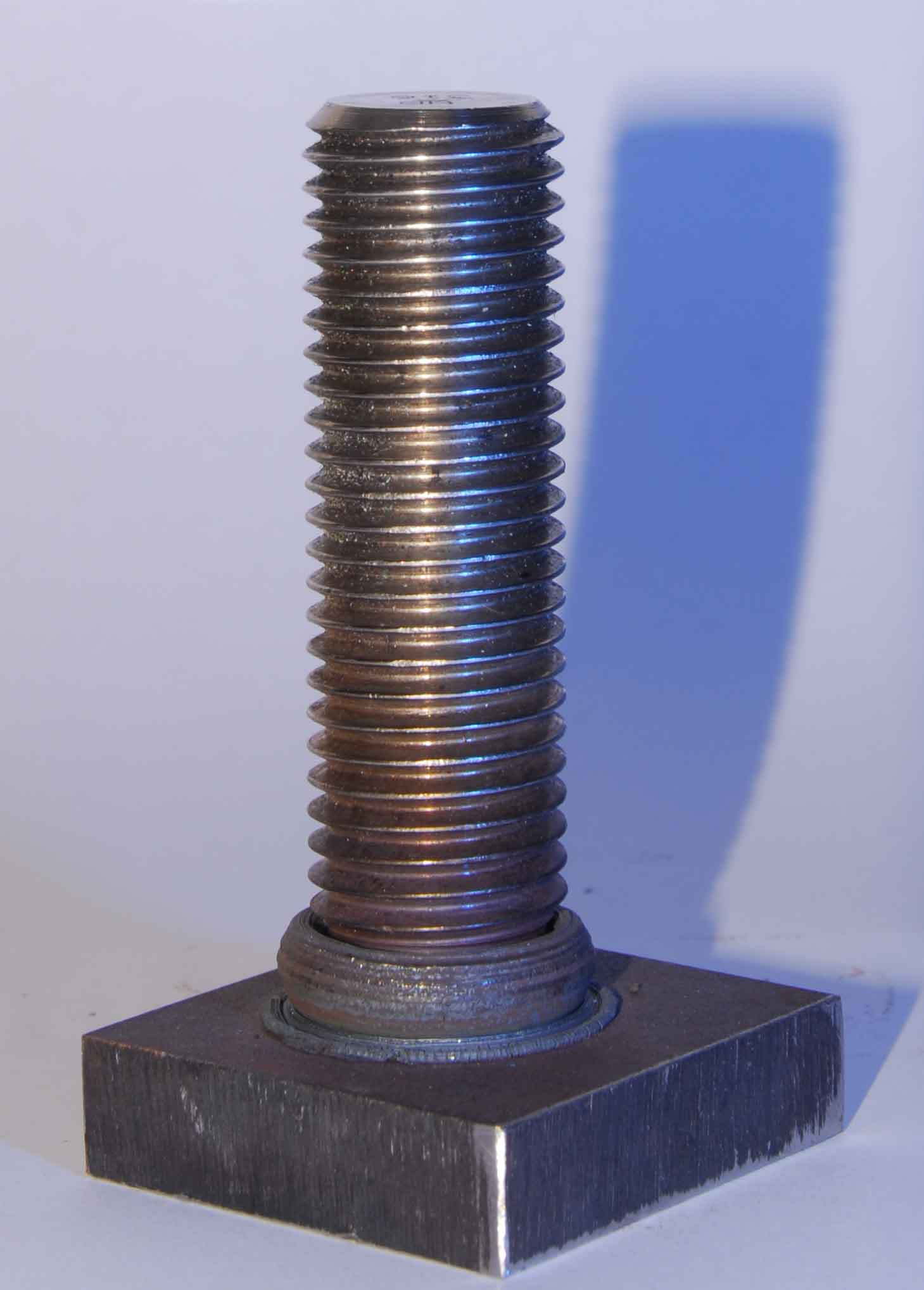
Twee voorwerpen die met wrijvings(stift)lassen aaneengelast zijn.

Wrijvingslassen is een lasprocedé waarbij voorwerpen gelast worden met de warmte die vrijkomt door die voorwerpen met druk over elkaar te wrijven.

## Kenmerken
Voorwerpen worden aaneengelast door ze met druk tegen elkaar te laten wrijven, waardoor de onderdelen plastisch-vervormbaar worden. Doordat het materiaal niet echt smelt, vertoont het proces overeenkomsten met het smeden.
Wrijvingslassen wordt met name toegepast bij metalen en thermoplastische kunststoffen, en in toenemende mate ook bij hout.

## Proces
De warmte die nodig is om de onderdelen te lassen ontstaat door wrijving. Twee onderdelen worden krachtig tegen elkaar gedrukt terwijl de onderdelen ten opzichte van elkaar bewogen worden. Eventueel is ook mogelijk dat beide onderdelen bewogen worden. Dat bewegen kan op verschillende manieren:

### Rotatielassen
Twee werkstukken worden ingeklemd. Het ene werkstuk blijft stil staan, het andere wordt snel rondgedraaid. Soms wordt daarbij een vliegwiel gebruikt. De werkstukken worden vervolgens krachtig tegen elkaar aan gedrukt. Op het moment dat de uiteinden van de werkstukken plastisch zijn geworden, stopt de rotatie acuut en kan de lasverbinding afkoelen. Zo nodig wordt daarna de ontstane braam verwijderd.
Bij varianten van dit proces worden oppervlakken niet kops tegen elkaar gedrukt, maar worden twee conische vormen in elkaar gelast (bv. bij wrijvings-stiftlassen), of zelfs nog complexere vormen (bv. 'friction plunge welding').

### Lineair en circulair wrijvingslassen
Dit proces vertoont grote gelijkenis met het rotatielassen, maar hier draait het werkstuk niet rond maar trilt snel heen en weer of in kleine cirkeltjes. Voordeel hierbij is dat ook niet-ronde voorwerpen kunnen worden gelast, en dat deze voorwerpen niet snel om hun as hoeven te draaien, wat bij asymmetrische vormen tot balansproblemen kan leiden. Deze machines zijn complexer en duurder dan rotatielasmachines. Een voorwaarde bij dit proces is wel dat de werkstukken de grote dwarskrachten kunnen verdragen.

### Wrijvingsoplassen (Friction surfacing)
Bij dit proces wordt wrijving niet gebruikt om twee voorwerpen aan elkaar te lassen, maar het roterende staafvormige werkstuk wordt in zijn geheel omgevormd om een coating te vormen op het andere werkstuk.

## Toepassingen
Met wrijvingslassen zijn allerlei buis- en staafvormige voorwerpen, eventueel van verschillende aard, aan elkaar te verbinden. Het toepassingsgebied is zeer groot. Voorbeelden zijn de auto-industrie (o.a. velgen), machinebouw, ruimtevaart, nucleaire industrie, elektronica, huishoudelijke apparatuur. Bij wrijvingslassen van kunststof valt te denken aan de fabricage van dashboarden, bumpers, speelgoed etc.
Het is recent zelfs mogelijk gebleken hout te lassen met wrijving, door gebruik te maken van de smeltbare bestanddelen uit houtvezels. Als deze techniek op grote schaal ingang vindt in de meubelindustrie zou dat grote hoeveelheden lijm kunnen gaan besparen.

## Voor- en nadelen

### Voordelen
- Snelle lastijd (doorgaans in de orde van seconden tot enkele tientallen seconden)
- Hitte ontstaat exact op de plaats waar deze nodig is, dus efficiënt proces en kleine warmte-beïnvloede zone.
- Ook geschikt voor hogesterktemetalen, doordat er geen echte smelting plaatsvindt. Daardoor wordt voorkomen dat zich kristallen gaan vormen die de sterkte van de las verminderen.
- De lasnaad mag relatief 'vuil' zijn (roest, zink, chroom, verfresten), omdat verontreinigingen grotendeels vanzelf naar de buitenkant van de las worden gedrukt.
- Het is mogelijk ongelijke materialen te lassen, bijvoorbeeld aluminium en staal, koper en staal. Dergelijke technieken worden onder andere gebruikt in de ruimtevaart en in de nucleaire industrie. Ook kan kunststof aan metaal gelast worden met deze techniek (voorbeeld: bij de fabricage van brillen).
- Er komt geen of weinig lasrook vrij.
- Geen beschermgas nodig, doordat de temperatuur relatief laag blijft.

### Nadelen
- Vrij dure machines nodig, zeker voor lineair wrijvingslassen.
- Ten minste een van de voorwerpen moet tijdens het lasproces voldoende kunnen bewegen.
- Rotatielassen is alleen geschikt voor het lassen van voorwerpen waarvan ten minste een van beide voorwerpen een cirkelvormige omtrek heeft.
- Bij rotatielassen moet een van beide werkstukken met hoge snelheid rondgedraaid kunnen worden. Dat is lastig als ze groot zijn of zich daaraan 'uitsteeksels' bevinden. Bij lineair en circulair wrijvingslassen is dit geen probleem, maar is het wel nodig dat ten minste een van de te lassen voorwerpen de grote zijdelingse versnellingen verdraagt.